# Sentimentální osudy
Sentimentální osudy (v originále Les Destinées sentimentales) je francouzsko-švýcarský hraný film z roku 2000, který režíroval Olivier Assayas jako adaptaci stejnojmenného románu Jacquese Chardonna. Snímek měl světovou premiéru na filmovém festivalu v Cannes dne 16. května 2000.

## Děj
Film zachycuje osudy Jeana Barneryho z rodiny porcelánových průmyslníků v Limoges a dvou žen, které miluje nebo miloval, Nathalie a Pauline, od konce 19. století do Velké hospodářské krize.

## Obsazení
| Charles Berling          | Jean Barnery                                     |
| Emmanuelle Béart         | Pauline, Jeanova druhá žena                      |
| Isabelle Huppertová      | RNathalie, Jeanova první žena                    |
| Olivier Perrier          | Philippe Pommerel, výrobce koňaku, strýc Pauline |
| Dominique Reymond        | Julie Desca                                      |
| André Marcon             | Paul Desca, manžel Julie                         |
| Alexandra London         | Louise Desca, dcera Julie a Paula                |
| Julie Depardieu          | Marcelle, přítelkyně Pauline                     |
| Louis-Do de Lencquesaing | Arthur Pommerel, Philippů syn                    |
| Valérie Bonneton         | manželka Arthura Pommerela                       |
| Pascal Bongard           | Vouzelles, přítel Jeana Barneryho                |
| Didier Flamand           | Guy Barnery, bratr Julie                         |
| Jean-Baptiste Malartre   | Frédéric Barnery, bratr Julie                    |
| Georges Wilson           | Robert Barnery                                   |
| Nicolas Pignon           | Bavouzet                                         |
| Catherine Mouchet        | Fernande, sestra Nathalie                        |
| Mia Hansen-Løve          | Aline, dcera Nathalie a Jeana                    |
| Sophie Aubry             | Dominique, přítelkyně Aline                      |
| Victor Garrivier         | pastor Sabatier                                  |
| Mathieu Genet            | Max Barnery, syn Pauline a Jeana                 |
| Rémi Martin              | Dahlias                                          |
| Roger Dumas              | šéf Pauline                                      |
| Jean-Pierre Gos          | notář Fayet                                      |
| Jocelyne Desverchère     | Célestine                                        |
| Christian Drillaud       | chirurg                                          |
| Circé Lethem             | Anna                                             |
| Maryline Even            | hráčka bridge                                    |
| Luc de Goustine          | prefekt                                          |

## Ocenění
- César: nominace v kategoriích nejlepší herec (Charles Berling), nejlepší herečka (Emmanuelle Béart), nejlepší kamera (Éric Gautier), nejlepší výprava (Katia Wyszkop)